# Ozeanienmeisterschaften im Gewichtheben 1993
Die 12. Ozeanienmeisterschaften im Gewichtheben fanden im Jahr 1993 zum ersten Mal in der Republik Nauru statt, zeitgleich mit den ersten Südpazifikmeisterschaften. Die Wettkämpfe wurden in zehn Gewichtsklassen der Männer sowie zum ersten Mal auch in neun Gewichtsklassen der Frauen ausgetragen. Die bessere Platzierung erreichte, wer innerhalb einer Klasse die größte Last bewältigte, gezählt wurde dabei in jeder Disziplin der schwerste gelungene Versuch. Für den Zweikampf wurde jeweils der beste Versuch der beiden Einzeldisziplinen gewertet. Sollten mehrere Athleten die gleiche maximale Last gehoben haben, war der nach Körpergewicht leichtere Athlet besser platziert.

## Ergebnisse

### Männer
| Disziplin                               | Gold                              | Gold                              | Silber                            | Silber                            | Bronze                            | Bronze                            |
| Fliegengewicht (Klasse bis 54 kg)       | Fliegengewicht (Klasse bis 54 kg) | Fliegengewicht (Klasse bis 54 kg) | Fliegengewicht (Klasse bis 54 kg) | Fliegengewicht (Klasse bis 54 kg) | Fliegengewicht (Klasse bis 54 kg) | Fliegengewicht (Klasse bis 54 kg) |
| --------------------------------------- | --------------------------------- | --------------------------------- | --------------------------------- | --------------------------------- | --------------------------------- | --------------------------------- |
| Reißen                                  | Mehmet Yagci                      | 95 kg                             | A. Bolong                         | 77,5 kg                           | A. Dean                           | 65 kg                             |
| Stoßen                                  | Mehmet Yagci                      | 115 kg                            | A. Bolong                         | 95 kg                             | A. Dean                           | 80 kg                             |
| Zweikampf                               | Mehmet Yagci                      | 210 kg                            | A. Bolong                         | 172,5 kg                          | A. Dean                           | 145 kg                            |
| Bantamgewicht (Klasse bis 59 kg)        |                                   |                                   |                                   |                                   |                                   |                                   |
| Reißen                                  | Ari Danny                         | 87,5 kg                           | Chris Burden                      | 82,5 kg                           | Apollos Saeg                      | 77,5 kg                           |
| Stoßen                                  | Chris Burden                      | 112,5 kg                          | Ari Danny                         | 105 kg                            | Apollos Saeg                      | 95 kg                             |
| Zweikampf                               | Chris Burden                      | 195 kg                            | Ari Danny                         | 192,5 kg                          | Apollos Saeg                      | 172,5 kg                          |
| Federgewicht (Klasse bis 64 kg)         |                                   |                                   |                                   |                                   |                                   |                                   |
| Reißen                                  | Marcus Stephen                    | 112,5 kg                          | Peter Kilapa                      | 102,5 kg                          | Phillip Jikotau                   | 92,5 kg                           |
| Stoßen                                  | Marcus Stephen                    | 150 kg                            | Peter Kilapa                      | 132,5 kg                          | Ofisa Ofisa                       | 125 kg                            |
| Zweikampf                               | Marcus Stephen                    | 262,5 kg                          | Peter Kilapa                      | 235 kg                            | Ofisa Ofisa                       | 215 kg                            |
| Leichtgewicht (Klasse bis 70 kg)        |                                   |                                   |                                   |                                   |                                   |                                   |
| Reißen                                  | Russell Holloway                  | 115 kg                            | S. Davis                          | 110 kg                            | Taveuni Ofisa                     | 105 kg                            |
| Stoßen                                  | S. Davis                          | 140 kg                            | Russell Holloway                  | 140 kg                            | Taveuni Ofisa                     | 140 kg                            |
| Zweikampf                               | Russell Holloway                  | 255 kg                            | S. Davis                          | 250 kg                            | Taveuni Ofisa                     | 245 kg                            |
| Mittelgewicht (Klasse bis 76 kg)        |                                   |                                   |                                   |                                   |                                   |                                   |
| Reißen                                  | Jade Leslie                       | 127,5 kg                          | Bob Siape                         | 107,5 kg                          | Mark Paterson                     | 102,5 kg                          |
| Stoßen                                  | Jade Leslie                       | 155 kg                            | Bob Siape                         | 132,5 kg                          | Leslie Ata                        | 130 kg                            |
| Zweikampf                               | Jade Leslie                       | 282,5 kg                          | Bob Siape                         | 240 kg                            | Leslie Ata                        | 230 kg                            |
| Halbschwergewicht (Klasse bis 83 kg)    |                                   |                                   |                                   |                                   |                                   |                                   |
| Reißen                                  | Phillip Christou                  | 140 kg                            | Armando Miotti                    | 120 kg                            | Paul Enuki                        | 115 kg                            |
| Stoßen                                  | Phillip Christou                  | 170 kg                            | Armando Miotti                    | 152,5 kg                          | Paul Enuki                        | 150 kg                            |
| Zweikampf                               | Phillip Christou                  | 310 kg                            | Armando Miotti                    | 272,5 kg                          | Paul Enuki                        | 265 kg                            |
| Mittelschwergewicht (Klasse bis 91 kg)  |                                   |                                   |                                   |                                   |                                   |                                   |
| Reißen                                  | Harvey Goodman                    | 160 kg                            | T. Lolesio                        | 97,5 kg                           | J. Robertson                      | 75 kg                             |
| Stoßen                                  | Harvey Goodman                    | 190 kg                            | T. Lolesio                        | 135 kg                            | J. Robertson                      | 97,5 kg                           |
| Zweikampf                               | Harvey Goodman                    | 350 kg                            | T. Lolesio                        | 232,5 kg                          | J. Robertson                      | 172,5 kg                          |
| Schwergewicht (Klasse bis 99 kg)        |                                   |                                   |                                   |                                   |                                   |                                   |
| Reißen                                  | Lee Attrill                       | 135 kg                            | Jeremiah Wallwork                 | 130 kg                            | Amete Luaki                       | 117,5 kg                          |
| Stoßen                                  | Lee Attrill                       | 170 kg                            | Amete Luaki                       | 162,5 kg                          | Jeremiah Wallwork                 | 162,5 kg                          |
| Zweikampf                               | Lee Attrill                       | 305 kg                            | Jeremiah Wallwork                 | 292,5 kg                          | Amete Luaki                       | 280 kg                            |
| 2. Schwergewicht (Klasse bis 108 kg)    |                                   |                                   |                                   |                                   |                                   |                                   |
| Reißen                                  | Peter Bandjak                     | 140 kg                            | Lisimoni Kami                     | 115 kg                            | Kava Kava                         | 105 kg                            |
| Stoßen                                  | Peter Bandjak                     | 170 kg                            | Lisimoni Kami                     | 145 kg                            | Kava Kava                         | 135 kg                            |
| Zweikampf                               | Peter Bandjak                     | 310 kg                            | Lisimoni Kami                     | 260 kg                            | Kava Kava                         | 240 kg                            |
| Superschwergewicht (Klasse über 108 kg) |                                   |                                   |                                   |                                   |                                   |                                   |
| Reißen                                  | Steven Kettner                    | 160 kg                            | Darren Liddel                     | 142,5 kg                          | M. Maanaima                       | 132,5 kg                          |
| Stoßen                                  | Steven Kettner                    | 192,5 kg                          | Darren Liddel                     | 177,5 kg                          | M. Maanaima                       | 162,5 kg                          |
| Zweikampf                               | Steven Kettner                    | 352,5 kg                          | Darren Liddel                     | 320 kg                            | M. Maanaima                       | 295 kg                            |

### Frauen
| Disziplin                              | Gold                              | Gold                              | Silber                            | Silber                            | Bronze                            | Bronze                            |
| Fliegengewicht (Klasse bis 46 kg)      | Fliegengewicht (Klasse bis 46 kg) | Fliegengewicht (Klasse bis 46 kg) | Fliegengewicht (Klasse bis 46 kg) | Fliegengewicht (Klasse bis 46 kg) | Fliegengewicht (Klasse bis 46 kg) | Fliegengewicht (Klasse bis 46 kg) |
| -------------------------------------- | --------------------------------- | --------------------------------- | --------------------------------- | --------------------------------- | --------------------------------- | --------------------------------- |
| Zweikampf                              | Lani Engelhardt                   | 95 kg                             |                                   |                                   |                                   |                                   |
| Bantamgewicht (Klasse bis 50 kg)       |                                   |                                   |                                   |                                   |                                   |                                   |
| Zweikampf                              | Amanda Inman                      | 92,5 kg                           |                                   |                                   |                                   |                                   |
| Federgewicht (Klasse bis 54 kg)        |                                   |                                   |                                   |                                   |                                   |                                   |
| Zweikampf                              | Alison Rogers                     | 110 kg                            |                                   |                                   |                                   |                                   |
| Leichtgewicht (Klasse bis 59 kg)       |                                   |                                   |                                   |                                   |                                   |                                   |
| Zweikampf                              | Dianne Loy                        | 147,5 kg                          |                                   |                                   |                                   |                                   |
| Mittelgewicht (Klasse bis 64 kg)       |                                   |                                   |                                   |                                   |                                   |                                   |
| Zweikampf                              | Ellen Stanton                     | 127,5 kg                          |                                   |                                   |                                   |                                   |
| Halbschwergewicht (Klasse bis 70 kg)   |                                   |                                   |                                   |                                   |                                   |                                   |
| Zweikampf                              | Marilyn Lammas                    | 132,5 kg                          |                                   |                                   |                                   |                                   |
| Mittelschwergewicht (Klasse bis 76 kg) |                                   |                                   |                                   |                                   |                                   |                                   |
| Zweikampf                              | Sally Penson                      | 175 kg                            |                                   |                                   |                                   |                                   |
| Schwergewicht (Klasse bis 83 kg)       |                                   |                                   |                                   |                                   |                                   |                                   |
| Zweikampf                              | Robin Weckert                     | 177,5 kg                          |                                   |                                   |                                   |                                   |
| Superschwergewicht (Klasse über 83 kg) |                                   |                                   |                                   |                                   |                                   |                                   |
| Zweikampf                              | Alison Tuddenham                  | 160 kg                            |                                   |                                   |                                   |                                   |

### Medaillenspiegel
| Rang | Nation            | Gold | Silber | Bronze | Gesamt |
| ---- | ----------------- | ---- | ------ | ------ | ------ |
| 1.   | Australien        | 32   | 7      | 0      | 39     |
| 2.   | Neuseeland        | 3    | 3      | 1      | 7      |
| 3.   | Nauru (Gastgeber) | 3    | 0      | 0      | 3      |
| 4.   | Papua-Neuguinea   | 1    | 11     | 4      | 16     |
| 5.   | Neukaledonien     | 0    | 4      | 5      | 9      |
| 6.   | Tonga             | 0    | 3      | 0      | 3      |
| 7.   | Westsamoa         | 0    | 2      | 9      | 11     |
| 8.   | Salomonen         | 0    | 0      | 5      | 5      |
| 9.   | Fidschi           | 0    | 0      | 3      | 3      |
| 9.   | Guam              | 0    | 0      | 3      | 3      |